# Batalion Zapasowy Wojsk Wartowniczych i Etapowych Nr V
Batalion Zapasowy Wojsk Wartowniczych i Etapowych Nr V (Baon Zap. W. Wart. i Etap. V) – oddział Wojsk Wartowniczych i Etapowych Wojska Polskiego.
Jesienią 1919 roku Batalion Zapasowy 20 Pułku Piechoty w Krakowie wydzielił tzw. kadrę wartowniczą, która posłużyła do sformowania Batalionu Zapasowego Wojsk Wartowniczych i Etapowych Nr V. Batalion był podporządkowany Dowództwu Okręgu Generalnego Kraków. Stacjonował w Krakowie. 22 sierpnia 1920 roku stan bojowy oddziału wynosił 6 oficerów oraz 982 podoficerów i szeregowców. Organizacja baonu została określona w rozkazie MSWojsk. Dep. I L. 633/Mob. z 1 sierpnia 1919 roku. Stan etatowy (stały) baonu liczył 9 oficerów i 42 szeregowców oraz 4 konie i 2 wozy.
Batalion wydzielił wówczas ze swego składu batalion rezerwowy nr VI, który został podporządkowany dowództwu okręgu obronnego Lwów. W styczniu 1921 roku znajdował się w stanie likwidacji. 

## Dowódcy batalionu
- ppłk Antoni Furmankiewicz (od 6 XI 1919[6])